# Huerta de la Obispalía
Huerta de la Obispalía – gmina w Hiszpanii, w prowincji Cuenca, w Kastylii-La Mancha, o powierzchni 41,88 km². W 2011 roku gmina liczyła 138 mieszkańców.